# Новий (Мурашинський район)
Но́вий (рос. Новый) — селище у складі Мурашинського району Кіровської області, Росія. Входить до складу Мурашинського сільського поселення.
Населення становить 79 осіб (2010, 252 у 2002).
Національний склад станом на 2002 рік — росіяни 86 %.